# Monoklinski kristalni sistem
Monoklinski kristalni sistem ali monoklinska singonija je eden od sedmih kristalnih sistemov. 
Kristalni sistem je opisan s tremi krajevnimi vektori. V monoklinskem sistemu so vektorji različno dolgi in tvorijo pravokotno prizmo, ki ima za osnovno ploskev paralelogram. Dva para vektorjev sta torej pravokotna, medtem ko tretji par vektorjev tvori kot različen od 90˚.

## Bravaisove mreže in točkovne/prostorske skupine
V monoklinskem kristalnem sistemu sta dve Bravaisovi mreži: primitivna in osnovno centrirana.
- Primitivna (P)
- Osnovno centrirana (C)

## Kristalni razredi
Imena, primeri, Schönfliesova notacija, Hermann–Mauguinova notacija, točkovne skupine, številke prostorskih skupin v Mednarodnih tabelah za kristalografijo, orbifold, tip in prostorske skupine monoklinskega kristalnega sistema so prikazane v naslednji preglednici.
| Kristalni razred | Primer     | Schönfliesova notacija | Hermann-Mauguinova notacija | Točkovna skupina | #     | Orbifold | Tip                   | Prostorske skupine | Prostorske skupine | Prostorske skupine | Prostorske skupine | Prostorske skupine | Prostorske skupine | Prostorske skupine | Prostorske skupine |
| Monoklinski      | halotrihit | C2                     | 2                           | 2                | 3-5   | 22       | enantiomorfno polarni | P2                 | P21                | C2                 |                    |                    |                    |                    |                    |
| Domatični        | hilgardit  | C1h (=C1v = Cs)        | m                           | 2 = m            | 6-9   | 1*       | polarni               | Pm                 | Pc                 | Cm                 | Cc                 |                    |                    |                    |                    |
| Prizmatični      | sadra      | C2h                    | 2/m                         | 2/m              | 10-15 | 2*       | centrosimetrični      | P2/m               | P21/m              | C2/m               | P2/c               | P21/c              | C2/c               |                    |                    |